# Alexander Schallenberg
Alexander Schallenberg (/alɛˈksandɐ ˈʃalənbɛrk/), né le 20 juin 1969 à Berne, est un homme d'État autrichien, membre du Parti populaire autrichien (ÖVP).
Après avoir été ministre fédéral de la Culture et ministre fédéral des Affaires étrangères dans le gouvernement de transition de Brigitte Bierlein entre 2019 et 2020, il est confirmé dans cette seconde fonction dans le second gouvernement du conservateur Sebastian Kurz.
À la suite de la démission de Sebastian Kurz, il prend sa succession comme chancelier fédéral en octobre 2021 mais ce dernier, en qualité de président du parti et du groupe parlementaire ÖVP, reste le principal instigateur de la politique gouvernementale. À la suite du retrait de Sebastian Kurz de la vie politique en décembre 2021, Alexander Schallenberg renonce à ses fonctions de chancelier au profit du nouveau président de l'ÖVP, Karl Nehammer, qui le nomme de nouveau chef de la diplomatie autrichienne. Le 10 janvier 2025, il redevient chancelier, cette fois-ci par intérim, après la démission de Karl Nehammer.

## Situation personnelle

### Origines et vie privée
Alexander Schallenberg naît le 20 juin 1969 à Berne. Selon le Genealogisches Handbuch des Adels, ses prénoms sont Alexander Georg Nicolas Christoph Wolfgang Tassilo.
Il est issu de la vieille famille aristocratique des comtes de Schallenberg. Fils du diplomate Wolfgang Schallenberg, il grandit en Inde, en Espagne ou encore en France, au gré des affectations de son père.
Il épouse Marie-Isabelle Hénin (née en 1969 à Uccle, en Belgique) à Saint-Pierre en 1995. Elle est une petite-fille de l'architecte français Noël Le Maresquier et d'une noble espagnole, Conchita López de Tejada, et la petite-nièce du Premier ministre français Michel Debré. Ils ont ensuite divorcé, après avoir eu quatre enfants.

### Études et carrière
De 1989 à 1994, Alexander Schallenberg étudie le droit à l'université de Vienne et à l'université Panthéon-Assas à Paris. Après avoir obtenu son diplôme, il poursuit ses études au Collège d'Europe (Belgique) jusqu'en 1995. En 1997, il entre au ministère des Affaires étrangères autrichien.

## Parcours politique

### Ministre fédéral des Affaires étrangères
Le 3 juin 2019, Alexander Schallenberg succède à Karin Kneissl au poste de ministre fédéral des Affaires étrangères de l'Autriche dans le gouvernement dirigé par Brigitte Bierlein. En janvier 2020, il est reconduit dans le deuxième gouvernement de Sebastian Kurz.
Il s’illustre notamment par son soutien au gouvernement israélien. Lors de la crise israélo-palestinienne de mai 2021, qui fit 14 victimes israéliennes et plus de 250 palestiniennes, le drapeau israélien est hissé sur le ministère des Affaires étrangères et la Chancellerie à Vienne.
Fermement opposé à l’immigration, il suscite une polémique en septembre 2020 lors de l'incendie du camp de réfugiés de Moria en Grèce en déclarant : « Pleurer pour la répartition [des migrants] ne peut être la solution. » Il se montre également opposé à la venue de réfugiés afghans lors de la prise du pouvoir par les talibans en 2021.
Courant 2021, il rejoint le Parti populaire autrichien (ÖVP).

### Éphémère chancelier fédéral
Le 9 octobre 2021, alors qu'un scandale de corruption plonge le gouvernement dans une crise politique grave, Sebastian Kurz annonce sa démission. Alexander Schallenberg est désigné par Kurz pour lui succéder. Il est considéré comme un fidèle de Sebastian Kurz, auquel il doit l'essentiel de sa carrière politique. Il partage avec lui des convictions pro-Union européenne, anti-immigration et hostiles à la Turquie.
Peu après son départ de la chancellerie, Kurz reprend son siège de député et devient président du groupe parlementaire de l'ÖVP tout en conservant la tête du parti. De ce fait, il est perçu par l'opposition et les observateurs politiques comme un « chancelier fantôme », alors que la chancellerie ne procure formellement que peu de prérogatives institutionnelles. Schallenberg, perçu comme sa « marionnette », décide de conserver les conseillers gouvernementaux en place sous son prédécesseur,.
Face à la pandémie de Covid-19, il impose de nouvelles restrictions aux personnes non vaccinées à partir de novembre 2021. Il leur est notamment interdit d'acheter des produits n'étant pas considérés comme essentiels.
Kurz fait savoir le 2 décembre suivant qu'il souhaite se retirer de la vie politique, expliquant être « usé » par les accusations judiciaires dont il fait l'objet. Le jour même, Schallenberg annonce ne pas briguer la tête des conservateurs et prévoir de démissionner de la tête du gouvernement de façon à permettre au futur président du parti de briguer la chancellerie.

### Retour au ministère des Affaires étrangères
Le lendemain, l'ÖVP désigne le ministre fédéral de l'Intérieur Karl Nehammer comme président du parti et futur chancelier, Alexander Schallenberg retrouve son précédent poste de ministre fédéral des Affaires étrangères le 6 décembre.

### Chancelier par intérim
Karl Nehammer annonce au début du mois de janvier 2025 sa future démission de la chancellerie fédérale et de la présidence du Parti populaire, après l'échec des négociations de coalition avec le parti libéral NEOS ainsi que le Parti social-démocrate (SPÖ) consécutives aux élections législatives du 29 septembre 2024. 
Schallenberg assure l'intérim à partir du 10 janvier.